# Clavularia
Clavularia ist eine nur wenig bekannte indopazifische Korallengattung aus der Unterklasse der Octocorallia. Man findet die Koralle im flachen Wasser bei Indonesien, den Philippinen, Melanesien und Nordaustralien.

## Merkmale
Clavularia wächst als Stolonengeflecht direkt auf dem Substrat. Aus diesem Geflecht ragen röhrenförmige, zylindrische Calyces aufrecht hervor. Die darin sitzenden Polypen können sich vollständig in die Calyces zurückziehen. Wie alle Octocorallia hat Clavularia acht Tentakel. Die Befiederung der Tentakel ist besonderes deutlich ausgeprägt. Clavularia-Arten sind oft sehr bunt. Sie leben mit Zooxanthellen, einzelligen Algen in Symbiose und beziehen den Hauptteil der benötigten Nährstoffe von den Zooxanthellen.

## Systematik
Clavularia wird traditionell zu den Röhrenkorallen (Stolonifera) gezählt, eine Gruppe, die heute oft als paraphyletisch angesehen wird. Nach einer kladistischen Studie sind sie die Schwestergruppe der größten Octocorallia-Klade, die vor allem Gattungen der Eigentlichen Weichkorallen (Alcyoniina) und der gorgonienähnlichen Holaxonia enthält. Insgesamt wurden mehr als 40 Clavularia-Arten beschrieben.